# Münzlöffel

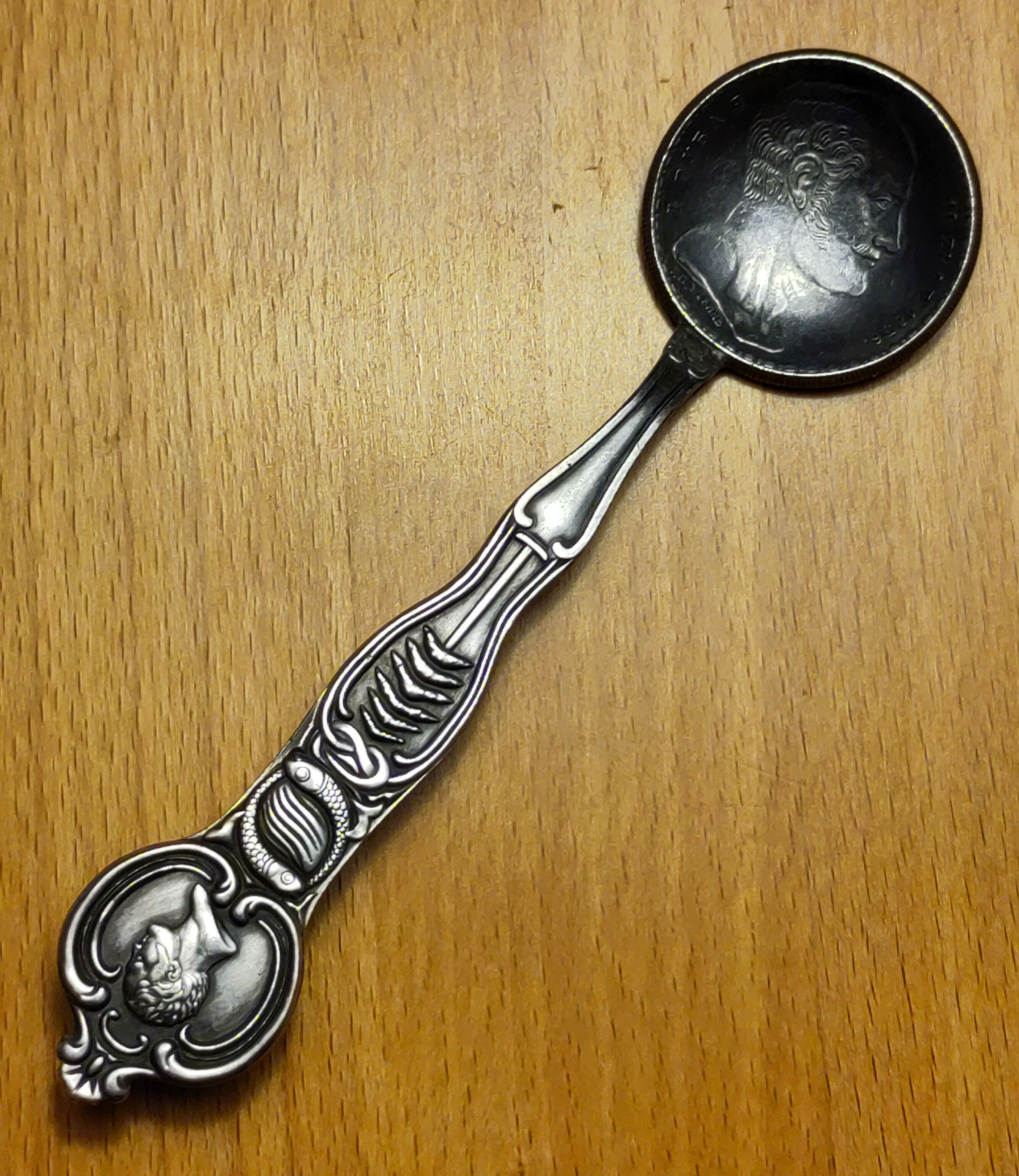
Münzlöffel mit 1½-Rubel-Münze von 1836

Münzlöffel sind meist silberne oder versilberte Löffel, deren Höhlung für die Flüssigkeit („Laffe“) mittels einer Münze gebildet werden. Dabei kann die Laffe ganz aus einer schüsselförmig tiefgezogenen Münze bestehen oder in sie ist eine gegebenenfalls verformte Münze eingearbeitet.
Der Löffelstiel ist an die Münze bzw. Laffe meist angelötet oder angenietet. Im 18. und 19. Jahrhundert kamen Münzlöffel vermehrt als Souvenirlöffel auf. Sie fanden ebenso als Mokka-, Zucker- oder Gewürzlöffel Verwendung. Teilweise wurden sie auch als Sorbetlöffel bezeichnet.
Um Oxidation zu vermeiden, sind vor allem in Russland aus dem 19. und frühen 20. Jahrhundert Münzlöffel mit vergoldeter Laffe für den Genuss von Kaviar bekannt. Münzlöffel sind heute in vielen privaten wie öffentlichen Sammlungen zu finden.
Anfang des 19. Jahrhunderts hörten viele Territorien durch die Neuordnung nach den Napoleonischen Kriegen auf als eigenständige Territorien und Herausgeber eigener Münzen zu existieren. Vielfach wurden Silbermünzen dieser ehemaligen Staatsgebilde zu Münzlöffeln umgearbeitet.